# Upplands runinskrifter 1093
Upplands runinskrifter 1093 är en runristning på ett flyttblock som ligger invid Tingstukällan, i Bälinge omkring 13 km norr om Uppsala. Tingstukällan var Bälinge härads tingställe fram till 1700-talet. Flyttblocket är av rödgrå granit med röda strimmor och ristningen pryds av en repstav nedtill.

## Inskriften
Normalisering till runsvenska:
fuluhi uk askun þaun hion litu hak…a stain eftiR sik kuik baþi kuþ hialbi ant.
Översättning till nusvenska:
Fulluge och Åsgun, dessa makar, lät hugga stenen efter sig båda, medan de levde. Gud hjälpe anden.